# アタランタ作戦
アタランタ作戦（アタランタさくせん）、正式名称はソマリア欧州連合海軍部隊、European Union Naval Force Somalia、略称：EU-NAVFOR-ATALANTA
は、欧州連合主導のソマリア沖の海賊対策のために実施されている軍事作戦。作戦名はギリシア神話のアタランテーに因む。
主たる任務は四点で構成され
- ソマリア沖での海賊行為の抑止、阻止および鎮圧。
- 国際連合世界食糧計画によるソマリア避難民向け援助食糧を輸送する船舶の保護とアフリカ連合ソマリア・ミッションに関わる輸送の保護。
- 状況次第によりソマリア沿岸での脆弱な海運の保護。
- 追加として、ソマリア沖での漁業監視の実施。

が指定されている。また、この作戦は共通安全保障防衛政策（CSDP）の枠組みの中における欧州連合初の海軍作戦でもある。
合同海軍護衛部隊の参加国は、ベルギー、イギリス、フランス、ドイツ、イタリア、ギリシャ、オランダ、スペインおよびスウェーデンから成り、これ以外にもモンテネグロ、マルタ、アイルランドおよびフィンランドから本部要員を派遣している。
2009年2月27日にEU非加盟国のノルウェーは同年8月頃にソマリア沖に軍艦1隻を派遣すると発表し、同じくEU非加盟国のウクライナも2009年11月20日に特殊部隊約30人を派遣すると伝えた。
欧州連合海上部隊本部はイギリス・ロンドン近郊ノースウッドに所在する、イギリス軍のノースウッド司令部内の常設統合司令部に設けられている。

## 概要
相次ぐ海賊被害に対してソマリア暫定政府は海賊行為を防止する為の措置を講じていたが実効は上がらず、外国軍艦の領海内の進入を許可した。しかし実際の場合、海賊がソマリア領海に入ると各国軍艦は追跡を中断することを余儀なくされた。
プントランド政府は海賊対策により前向きな姿勢で臨む事となる。
海賊被害の増大に対して2008年6月2日に国際連合安全保障理事会決議1816が採択され、ソマリア暫定政府に協力する国家に対し6ヶ月間領海内で海賊行為に対する必要な措置をとることが認められる。
フランスはこの範囲をソマリア沖に限定せず、近年海賊被害が増加しつつある西アフリカ周辺海域にも適用されることも望んだが、ソマリア沖に限定すべきとして中華人民共和国、ベトナムおよびリビアは拒否した。
2009年6月15日に欧州連合理事会での合意によりアタランタ作戦は1年間の活動延長が認められる。
2012年3月、欧州連合理事会はアタランタ作戦を2014年12月まで延長することを認める。2012年5月15日、欧州連合当局はアタランタ作戦でソマリア海賊の兵站拠点を破壊したことを伝える。

## 活動
2008年12月から参加各国軍はそれぞれに行動を開始する。
2009年1月2日 - 作戦行動中のフランス軍艦は、航行中の船舶に乗り込もうとしていたソマリア人8名を拘束した。
2月18日 - スイスは本作戦を直接の部隊派遣か他の手段（ヘリコプターの提供または資金援助を例示）で支援を検討していると報じられた。
5月18日 - 欧州連合は海賊の活動範囲がセーシェル諸島付近にまで広がりつつある状況に対応して、部隊の活動範囲をアデン湾からセーシェル諸島沖まで拡大し、海上監視活動の強化を検討、作戦期間の延長の必要性を欧州連合加盟各国防相は確認した。また、海上作戦のみでは海賊根絶が困難であるとし、フランスの提案によりジブチを拠点に6000人規模のソマリア治安部隊の訓練を検討する。
5月26日 - ベルギー、オランダ、ルーマニアが艦船の派遣を検討する。
5月28日 - ブルガリアが支援のため軍人2名を派遣することを発表する。さらにモンテネグロが軍人3名の派遣を発表する。
2010年5月1日、ソマリア東沖約450海里付近にて2隻のボートを伴った海賊の海上拠点をスウェーデンの航空機が発見し、翌朝にフランス海軍の「L 9014 トネール」が出動しこれを強襲・破壊し容疑者11名を拘束する。

## 人事

### ソマリア欧州連合海軍部隊司令官
| 氏名                                | 所属軍       | 階級     | 在任期間                      |
| ----------------------------------- | ------------ | -------- | ----------------------------- |
| フィリップ・ジョーンズ Philip Jones | イギリス海軍 | 海軍少将 | 2008年11月 - 2009年6月        |
| ピーター・ハドソン Peter Hudson     | イギリス海軍 | 海軍少将 | 2009年6月 - 2010年6月         |
| バスター・ハウズ Buster Howes       | イギリス海軍 | 海兵少将 | 2010年6月14日 - 2011年6月16日 |
| ダンカン・ポッツ Duncan L. Potts    | イギリス海軍 | 海兵少将 | 2011年6月16日 - 2013年1月16日 |
| ボブ・タラント Bob Tarrant          | イギリス海軍 | 海軍少将 | 2013年1月16日 -               |

### アタランタ作戦部隊司令官
第465任務部隊
| 氏名                                                                                                  | 所属軍           | 階級     | 在任期間                       | 旗艦                              |
| --- | ---------------- | -------- | ------------------------------ | --------------------------------- |
| アントニス・パパイオアヌー Antonios Papaioannou                                                       | ギリシャ海軍     | 海軍代将 | 2008年11月 - 2009年4月5日      | HS プサラ（F454）                 |
| フアン・ガラット・カレメ Juan Garat Caremê                                                            | スペイン海軍     | 海軍大佐 | 2009年4月6日 - 2009年8月12日   | SPS ヌマンシア（F-83）            |
| ピーター・ビンド Pieter Bindt                                                                         | オランダ海軍     | 海軍代将 | 2009年8月13日 - 2009年12月12日 | HNMS エヴェルトセン（F805）       |
| ジョヴァンニ・グミエロ Giovanni Gumiero                                                               | イタリア海軍     | 海軍少将 | 2009年12月12日 - 2010年4月14日 | ITS エトナ（A 5326）              |
| ヤン・トルンクヴィスト Jan Thörnqvist                                                                 | スウェーデン海軍 | 海軍准将 | 2010年4月14日 - 2010年8月14日  | HSwMS カールスクローナ（M04）     |
| フィリップ・コアンドロー Philippe Coindreau                                                           | フランス海軍     | 海軍少将 | 2010年8月14日 - 2010年12月14日 | FS ゲプラット（F714）             |
| フアン・ロドリゲス Juan Rodriguez                                                                     | スペイン海軍     | 海軍少将 | 2010年12月14日 - 2011年4月14日 |                                   |
| アルベルト・マヌエル・シルヴェストレ・コレイア Alberto Manuel Silvestre Correia                       | ポルトガル海軍   | 海軍代将 | 2011年4月14日 -                |                                   |
| トマス・ユーゲル Thomas E. P. Jugel                                                                   | ドイツ海軍       | 海軍少将 | 2011年 -                       |                                   |
| ジャン＝バティスト・デュピュイ Jean-Baptiste Dupuis                                                   | フランス海軍     | 海軍准将 | 2012年4月7日 - 2012年8月       |                                   |
| エンリコ・クレデンディーノ Enrico Credendino                                                          | イタリア海軍     | 海軍少将 | 2012年8月 - 2012年12月         |                                   |
| ペドロ・アンヘル・デ・パレデス・ペレス・デ・セビージャ Pedro Angel Garcia de Paredes Perez de Sevilla | スペイン海軍     | 海軍少将 | 2012年12月6日 - 2013年4月6日   |                                   |
| ジョルジェ・ノヴォ・パルマ Jorge Novo Palma                                                           | ポルトガル海軍   | 海軍代将 | 2013年4月6日 -                 | NRPアルヴァレス・カブラル（F331） |

## 参加部隊
2010年9月時点におけるEU-NAVFORへの参加状況。
- サンタ・マリア級フリゲート 「F-82 ビクトリア」
- エリ級フリゲート「F450 エリ」
- ブランデンブルク級フリゲート 「F216 シュレースヴィヒ・ホルシュタイン」
- ブレーメン級フリゲート 「F211 ケルン」
- ラファイエット級フリゲート 「F714 ゲプラット」
- 「P04 カールスクローナ」
- 「L801  ヨハン・デ・ウィット」

### 旧参加艦艇
2009年11月時点におけるEU-NAVFORへの参加状況
- デ・ゼーヴェン・プロヴィンシェン級フリゲート 「F805 エヴェルトセン（英語版）」
- サンタ・マリア級フリゲート 「F86 カナリアス」
- アルバロ・デ・バサン級フリゲート 「F104 メンデス・ヌニェス」
- ブレーメン級フリゲート「F212 カールスルーエ」
- ブレーメン級フリゲート「F207 ブレーメン」
- レオポルド1世級フリゲート「F931 ルイーズ＝マリー（英語版）」
- ラファイエット級フリゲート「F710 ラファイエット」
- フロレアル級フリゲート「F730 フロレアル」
- フロレアル級フリゲート「F735 ジェルミナル」
- デスティエンヌ・ドルヴ級通報艦「F797 コマンダン・ブーアン」
- リュビ級原子力潜水艦「S605 アメティスト」
- エリ級フリゲート「F459 アドリアス」
- フリチョフ・ナンセン級フリゲート 「F310 フリチョフ・ナンセン」

### 航空機
- CASA CN-235
- ロッキードP-3 オライオン
- スウィアリンゲン マリーン3（英語版） × 3機
- デ・ハビランド・カナダ DHC-8
- ロッキードP-3 オライオン